# ルーク・モンツ
ルーク・モンツ（Luke Montz, 1983年7月7日 - ）は、アメリカ合衆国・ルイジアナ州ラファイエット出身の元プロ野球選手（捕手）。右投右打。

## 経歴

### プロ入りとマイナー時代とナショナルズ時代
2003年のMLBドラフトでモントリオール・エクスポズから17巡目（全体507位）指名を受け、契約を結んだ。この年は、傘下のルーキー級ガルフ・コーストリーグ・エクスポズで32試合に出場し、打率.223・2本塁打・9打点・23安打を記録した。
2004年は開幕をA-級バーモント・エクスポズで迎えた。ここでは62試合に出場し、打率.250・10本塁打・34打点・51安打を記録した。その後、A+級ブリバード・カウンティ・マナティーズに昇格した。ここでは1試合に出場した。
2005年からは、モントリオール・エクスポズがワシントンに本拠地を移転し「ワシントン・ナショナルズ」となっている。モンツ自身は開幕をA級サバンナ・サンドナッツで迎えた。この年は100試合に出場し、打率.224・19本塁打・68打点・77安打を記録した。
2006年は開幕をA+級ポトマック・ナショナルズで迎えた。この年は131試合に出場し、打率.229・16本塁打・76打点・103安打を記録した。
2007年は開幕を前年同様にA+級ポトマックで迎えた。ここでは、60試合に出場し、打率.269・7本塁打・39打点・54安打を記録した。その後、AA級ハリスバーグ・セネターズへ昇格した。ここでは40試合に出場し、打率.233・5本塁打・19打点・34安打を記録した。
2008年は開幕をAA級ハリスバーグで迎えた。ここでは、63試合に出場し、打率.282・14本塁打・53打点・62安打を記録した。その後、AAA級コロンバス・クリッパーズに昇格した。ここでは48試合に出場し、打率.256・2本塁打・18打点・43安打を記録した。9月にメジャーに初昇格し、9月4日のアトランタ・ブレーブス戦でメジャーデビューを果たした。この試合では、3打数0安打だった。
2009年は開幕を、前年同様にAA級ハリスバーグで迎えた。ここでは91試合に出場し、打率.182・9本塁打・35打点・53安打を記録した。その後、AAA級シラキュース・チーフスに昇格した。ここでは、12試合に出場し、打率.172・0本塁打・1打点・5安打を記録した。この年限りでナショナルズを退団した。

### メッツ傘下時代
2010年は、ニューヨーク・メッツとマイナー契約を結んだ。この年は、マイナー通算で44試合に出場し、打率.203・4本塁打・19打点・29安打を記録した。この年限りでメッツを退団した。

### マーリンズ傘下時代
2011年は、フロリダ・マーリンズとマイナー契約を結んだ。開幕を傘下のAA級ジャクソンビル・サンズで迎えた。この年は118試合に出場し、打率.273・22本塁打・78打点・108安打を記録した。
2012年もマイナー契約を結び残留した。この年は開幕をAAA級ニューオーリンズ・ゼファーズで迎えた。ここでは123試合に出場し、打率.222・29本塁打・74打点・82安打を記録した。この年限りでマーリンズを退団した。

### アスレチックス時代
2012年12月9日にオークランド・アスレチックスとマイナー契約を結んだ。
2013年は開幕を傘下のAAA級サクラメント・リバーキャッツで開幕を迎えた。ここでは、33試合に出場し、打率.246、9本塁打、29打点、30安打を記録した。5月1日にメジャー契約を結びアクティブ・ロースター入りした。5年振りにメジャーに昇格て13試合に出場したが、9月1日にDFAとなった。9月3日に解雇された。オフの10月にアスレチックスとマイナー契約で再契約を結んだ。
2014年は、ルーキー級アリゾナリーグ・アスレチックスで14試合に出場するに留まった。この年限りでアスレチックスを退団した。

### レッドソックス傘下時代
2014年12月4日にボストン・レッドソックスとマイナー契約を結んだ。
2015年6月26日に自由契約となった。

### 現役引退後
2018年よりレッドソックス傘下AA級ポートランド・シードッグスのアシスタントコーチに就任し、2019年は傘下ショートシーズンA級ローウェル・スピナーズの監督、2021年からは傘下A級セイラム・レッドソックスの監督を歴任している。

## 詳細情報

### 年度別打撃成績
| 年 度     | 球 団     | 試 合 | 打 席 | 打 数 | 得 点 | 安 打 | 二 塁 打 | 三 塁 打 | 本 塁 打 | 塁 打 | 打 点 | 盗 塁 | 盗 塁 死 | 犠 打 | 犠 飛 | 四 球 | 敬 遠 | 死 球 | 三 振 | 併 殺 打 | 打 率 | 出 塁 率 | 長 打 率 | O P S |
| --------- | --------- | ----- | ----- | ----- | ----- | ----- | -------- | -------- | -------- | ----- | ----- | ----- | -------- | ----- | ----- | ----- | ----- | ----- | ----- | -------- | ----- | -------- | -------- | ----- |
| 2008      | WSH       | 10    | 26    | 21    | 2     | 3     | 0        | 0        | 1        | 6     | 3     | 0     | 0        | 0     | 0     | 5     | 0     | 0     | 9     | 0        | .143  | .308     | .286     | .594  |
| 2013      | OAK       | 13    | 30    | 28    | 2     | 5     | 3        | 0        | 1        | 11    | 5     | 0     | 0        | 0     | 1     | 1     | 0     | 0     | 8     | 0        | .179  | .200     | .393     | .593  |
| 通算：2年 | 通算：2年 | 23    | 56    | 49    | 4     | 8     | 3        | 0        | 2        | 17    | 8     | 0     | 0        | 0     | 1     | 6     | 0     | 0     | 17    | 0        | .163  | .250     | .347     | .597  |

### 背番号
- 23 (2008年)
- 22 (2013年)